# Дворниково (Московская область)
Дво́рниково — деревня в Воскресенском муниципальном районе Московской области. Входит в состав городского поселения имени Цюрупы. Население — 171 чел. (2010).

## География
Деревня Дворниково расположена в северо-восточной части Воскресенского района, примерно в 19 км к северу от города Воскресенск. Высота над уровнем моря 119 м. Рядом с деревней протекает река Нерская. Ближайший населённый пункт — посёлок имени Цюрупы.

## Название
Название связано с некалендарным личным именем Дворник.

## История
В 1926 году деревня являлась центром Дворниковского сельсовета Ашитковской волости Бронницкого уезда Московской губернии.
С 1929 года — населённый пункт в составе Ашитковского района Коломенского округа Московской области, с 1930-го, в связи с упразднением округа и переименованием района, — в составе Виноградовского района Московской области. В 1957 году, после того как был упразднён Виноградовский район, деревня была передана в Воскресенский район.
До муниципальной реформы 2006 года Дворниково входило в состав Ашитковского сельского округа Воскресенского района.

## Известные уроженцы
- Парфёнов Анатолий Иванович (1925-1993) - советский борец классического стиля, олимпийский чемпион (1956), заслуженный мастер спорта СССР (1955), заслуженный тренер СССР (1976). Участник Великой Отечественной войны.

## Население
В 1926 году в деревне проживало 625 человек (284 мужчины, 341 женщина), насчитывалось 105 крестьянских хозяйств. По переписи 2002 года — 185 человек (78 мужчин, 107 женщин).
| 1926 | 2002 | 2010 |
| ---- | ---- | ---- |
| 625  | ↘185 | ↘171 |